# Tumeurs endocrines

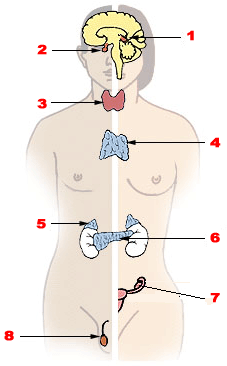
Principales localisation des glande touchés par des tumeurs endocrines ; Homme à gauche, femme à droite)
1. Glande pinéale
2. Glande pituitaire
3. Glande thyroide
4. Thymus
5. Glandes surrénales
6. Pancréas
7. Ovaires
8. Testicules
Le poumon et le système digestif sont également souvent touchés.

Les tumeurs endocrines sont des tumeurs touchant le système endocrinien.

Souvent classées parmi les tumeurs dites « neuroendocriniennes » (NET) et parfois considérées comme des maladies rares, elles sont souvent bénignes, mais pas toujours. Quand un tissu fonctionnel est touché, il y a production anormale d'une ou plusieurs hormones, avec alors des symptômes inhabituels par rapport aux autres tumeurs.
Certaines de ces tumeurs sont restées longtemps méconnues car difficiles à identifier en raison d'une large gamme de symptômes, non spécifiques de cette maladie, facilement confondus avec ceux d’affections bénignes.
Certaines de ces tumeurs sont en forte augmentation dans la population des pays riches depuis les années 1970 ; Incidence des « tumeurs endocrines pancréatiques métastasiques bien différentiées » multipliée par 5 de 1975 à 2004 ; Incidence multipliée par 7 dans le registre norvégien (Hepatoweb).

## Typologie des tumeurs, et symptômes
On peut les classer en :
1. « Tumeur fonctionnelle » (associée à une hypersécrétion hormonale ; avec des symptômes de perturbation hormonale[4]) ou en ;
2. « Tumeurs non fonctionnelles » (révélées par un syndrome tumoral généralement fortuitement découvert à la palpation ou à la suite d'une compression d'un organe de voisinage[4] ; ce sont largement les plus fréquentes des tumeurs neuroendocrines).

Les tumeurs fonctionnelles sont :
- les insulinomes (risque exceptionnel de malignité) ; symptômes : hypoglycémie y compris en épreuve de jeûne[5],[4] ;
- les gastrinomes (dont 20 à 40 % sont des tumeurs malignes) ; symptômes : ulcère duodénal + diarrhée (syndrome de Zollinger Ellison), à confirmer par test à la sécrétine[6],[4] ;
- les glucagonomes (qui sont souvent des tumeurs malignes) ; symptômes : érythème nécrolytique migrateur, diabète, cachexie ;
- les VIPome (ou vipome) ; symptômes : diarrhée aqueuse profuse, hypokaliémie, achlorhydrie, persistant en épreuve de jeûne[4] ;
- les somatostatinome ; symptômes : lithiase vésiculaire, diabète, stéatorrhée, achlorhydrie[4] ;

Elles sont uniques, sporadiques ou multiples, et peuvent se présenter comme des tumeurs carcinoïdes atypiques.

## Localisation
Elles touchent certains organes du système nerveux et/ou du système endocrinien, et se forment dans divers organes :
- glandes (hypophyse, parathyroïdes, thyroïde, thymus, pancréas, surrénales) ;
- tractus gastro-intestinal ;
- poumons.

Yao JC et al., dans une étude (2008) ayant porté sur 35 618 patients, notent que le site de la tumeur primaire varie selon l'origine ethnique ou géographique ; le poumon est plus touché chez les patients américains blancs alors que le rectum l'est plus chez les patients venant des îles de l'Asie-Pacifique, les amérindiens et natifs de l'Alaska ou d'Afrique.

## Diagnostic différentiel
Au vu des symptômes, la plupart des cas peuvent être confondus avec de nombreuses maladies bénignes.

Ces tumeurs ne doivent pas être confondues avec un cancer « classique » (tumeur exocrine), lequel nécessite un traitement différent.

## Causes
Elles sont en cours d'exploration, y compris sur l'animal de laboratoire.

Quand plusieurs glandes sont touchées à la fois, il peut s'agir d'une néoplasie endocrinienne multiple (NEM) d'origine génétique, mais l’augmentation de la prévalence et les organes touchés peuvent laisser penser à une cause environnementale (perturbateurs endocriniens ?) et à une contamination par l’alimentation et la pollution de l’air (car les poumons et l’intestin sont très souvent touchés). L'origine professionnelle de certaines de ces tumeurs a été prouvé (cas particulier d'un travailleur exposé au nickel qui développe un cancer de l'ethmoïde avec composante neuroendocrine).

## Prévalence
Elle est mal connue dans le monde.

Dans les pays riches, l'incidence de certaines de ces tumeurs est en nette augmentation, et c'est le cas aux États-Unis. C'est le cas des « tumeurs endocrines pancréatiques bien différenciées », notamment pour le poumon, l'intestin grêle et le rectum.
Selon les données disponibles de 2004 à 2008, les tumeurs neuroendocrines arrivent en seconde position, derrière les cancers du colon et du rectum, et devant le cancer de l'estomac,,.
Selon Net-Groep, une ONG de patients spécialisée dans ce domaine, « les patients atteints de ces tumeurs restent avec des symptômes inexpliqués pendant environ 5 ans ».

## Pronostic
Il dépend de facteurs tels que la localisation dans le corps de la « tumeur primitive », le stade tumoral et la présence ou non de métastases, l'âge du patient...

Le taux de survie moyen s'est beaucoup amélioré depuis les années 1970, mais le pronostic de survie des patients avec métastases n'est pas très bon (2 ans)

## Exemple de personnalité affectée
Steve Jobs est mort d'une tumeur endocrine au pancréas et non d’un cancer du pancréas classique.

## Codes ICD-9-CM de classification des tumeurs neuroendocrines
Une codification (en anglais ci-dessous) permet de mieux traiter ou orienter les malades ; elle permet aussi un suivi statistique et épidémiologique plus fin, qui pourrait notamment conduire à identifier certaines causes à l'augmentation de la prévalence de certains de ces cancers ;
- 209 Neuroendocrine tumors
- 209.0 Malignant carcinoid tumor of the small intestine, unspecified portion
- 209.01 Malignant carcinoid tumor of the duodenum
- 209.02 Malignant carcinoid tumor of the jejunum
- 209.03 Malignant carcinoid tumor of the ileum
- 209.10 Malignant carcinoid tumor of the large intestine (colon), unspecified portion
- 209.11 Malignant carcinoid tumor of the appendix
- 209.12 Malignant carcinoid tumor of the cecum
- 209.13 Malignant carcinoid tumor of the ascending colon
- 209.14 Malignant carcinoid tumor of the transverse colon
- 209.15 Malignant carcinoid tumor of the descending colon
- 209.16 Malignant carcinoid tumor of the sigmoid colon
- 209.17 Malignant carcinoid tumor of the rectum
- 209.20 Malignant carcinoid tumor of unknown primary site
- 209.21 Malignant carcinoid tumor of the bronchus and lung
- 209.22 Malignant carcinoid tumor of the thymus
- 209.23 Malignant carcinoid tumor of the stomach
- 209.24 Malignant carcinoid tumor of the kidney
- 209.25 Malignant carcinoid tumor of the foregut NOS
- 209.26 Malignant carcinoid tumor of the midgut NOS
- 209.27 Malignant carcinoid tumor of the hindgut NOS
- 209.29 Malignant carcinoid tumors of other sites
- 209.3 Malignant poorly differentiated neuroendocrine tumors
- 209.4 Benign carcinoid tumors of the small intestine
- 209.40 Benign carcinoid tumor of the small intestine, unspecified portion
- 209.41 Benign carcinoid tumor of the duodenum
- 209.42 Benign carcinoid tumor of the jejunum
- 209.43 Benign carcinoid tumor of the ileum
- 209.50 Benign carcinoid tumor of the large intestine (colon), unspecified portion
- 209.51 Benign carcinoid tumor of the appendix
- 209.52 Benign carcinoid tumor of the cecum
- 209.53 Benign carcinoid tumor of the ascending colon
- 209.54 Benign carcinoid tumor of the transverse colon
- 209.55 Benign carcinoid tumor of the descending colon
- 209.56 Benign carcinoid tumor of the sigmoid colon
- 209.57 Benign carcinoid tumor of the rectum
- 209.6 Benign carcinoid tumors of other and unspecified sites
- 209.60 Benign carcinoid tumor of unknown primary site (or NOS)
- 209.61 Benign carcinoid tumor of the bronchus and lung
- 209.62 Benign carcinoid tumor of the thymus
- 209.63 Benign carcinoid tumor of the stomach
- 209.64 Benign carcinoid tumor of the kidney
- 209.65 Benign carcinoid tumor of the foregut NOS
- 209.66 Benign carcinoid tumor of the midgut NOS
- 209.67 Benign carcinoid tumor of the hindgut NOS
- 209.69 Benign carcinoid tumors of other sites